# Danièle Pistone
Pour les articles homonymes, voir Pistone.
Danièle Pistone, née en 1946, est une musicologue française, professeur d'Histoire de la musique émérite à la Faculté des Lettres de Sorbonne Université.

## Biographie
Parallèlement à ses études musicales (notamment piano et direction d’orchestre au conservatoire de Besançon et à la Schola Cantorum de Paris), elle obtient à l’université des diplômes de lettres et d’italien, puis, en 1973, un doctorat d'État avec une thèse consacrée au piano dans la littérature française. 
Depuis 1971, elle enseigne à l’université de Paris-Sorbonne (devenue Sorbonne Université) où elle a été nommée professeur d’Histoire de la musique en 1981. Professeur émérite depuis 2015, elle est membre permanent de l'Institut de recherche en musicologie (IReMus). Voir à ce propos : Musique et recherche interdisciplinaire en Sorbonne avec Danièle Pistone, dir. François Madurell et Jean-Pierre Bartoli, Lyon, Symétrie, 2022.
Productrice à TF1 et à Radio-France (France Culture et France Musiques, 1972-1981), elle a fondé la collection « Musique-Musicologie » des éditions Honoré Champion en 1975, la Revue internationale de musique française (Slatkine-Champion, 1980-1997), le Séminaire Interarts de Paris (1998-2010) et l’Observatoire musical français de l’université Paris-Sorbonne (1989-2014), ainsi que la maison d'édition du même nom (1991-2015).
En tant que conseiller pour les formations artistiques et les projets culturels à la Mission scientifique et technique du ministère chargé de la Recherche, elle a représenté l’Enseignement supérieur à la Mission interministérielle pour le Développement de l'Éducation artistique (1994-1998).
En 2004, elle a été élue correspondante de l’Académie des beaux-arts.

## Publications

### En tant qu'auteur
- Le piano dans la littérature française des origines jusqu’en 1900, Lille, Atelier de reproduction des thèses, 1975 (diffusion Honoré Champion) [ (ISBN 2-252-01690-6)]. Thèse d'État sous la direction de Jacques Chailley (Paris 4, 1973).
- La musique en France de la Révolution à 1900, Honoré Champion, 1979
- Wagner et Paris, RIMF, Slatkine-Champion, 1980
- Les musiciens français à Rome, RIMF, Slatkine-Champion, 1984
- L'opéra italien au XIXe siècle, de Rossini à Puccini, Honoré Champion, 1986, traduit en anglais (Cambridge, Amadeus Press) et en portugais (Lisboa, Caminho)
- Manifeste et musique en France, RIMF, Slatkine-Champion, 1986
- Musique en pensées, Honoré Champion, 1989
- Symbolisme et musique en France, RIMF, Slatkine-Champion, 1994
- La musique dans la société : deux siècles de recherches, L’Harmattan, 2004
- Les suppléments de Musica, 1902-1914, OMF [Editions de l'Observatoire musical français], 2009
- Périodiques français relatifs à la musique : répertoire alphabétique et chronologique indexé (1690-2011), OMF, 2011.
- Répertoire des thèses françaises relatives à la musique (1810-2011), Honoré Champion, 2013,
- Un demi-siècle d'œuvres pianistiques éditées en France (1830-1880), OMF, 2013.
- 25 ans de créations opératiques en France (1990-2015), OMF, 2015.
- Notes sur la vie musicale des années 1990 d'après six magazines français indexés, OMF, 2015.
- Le Paris d'été. Musique et société à Trouville-sur-Mer de 1830 à 1914 (Préface de J. Moisy), L'Harmattan, 2019.
- Prospectives musicologiques (Préface de Catherine Massip), L'Harmattan, 2019.
- Nuit & Musique. Variations sur un univers sonore (Préface d'Anthony Girard), L'Harmattan, 2024.

### En tant que coauteur
- Le commentaire musicologique du grégorien à 1700, Honoré Champion, 1/1976, 3/1985 (avec Serge Gut)
- Les partitions d'orchestre de Haydn à Stravinsky. Histoire, lecture, réduction, commentaire, Honoré Champion, , 1/1977, 2/1982 (avec S. Gut)
- La musique de chambre en France de 1870 à 1918, Honoré Champion, 1/1978, 2/1986 (avec S. Gut)
- Le chant grégorien. Historique et pratique, Honoré Champion, 1/1981, 5/1993 (avec A. Madrignac)
- Musique et musicologie dans les universités françaises, Honoré Champion, 1982 (avec M. Delahaye)
- Johann Svendsen. Karneval in Paris, F. Noetzel, 2001 (avec H. Herrestahl)
- Mémoires de Maîtrise des universités françaises, OMF, 2003 (avec N. Cousin)
- Berlioz, hier et aujourd’hui, L’Harmattan, 2003 (avec C. Rudent)

### En tant que directeur ou codirecteur d’ouvrages collectifs
- Ravel au XXe siècle, CNRS, 1976
- L'éducation musicale en France, PUPS, 1983
- Sur les traces de Frédéric Chopin, Honoré Champion, 1984
- Le théâtre lyrique français contemporain, Honoré Champion, 1987
- L'interprétation de Chopin en France, Honoré Champion, 1990
- La musique à l'université. Bilans et perspectives, OMF, 1991
- Analyse musicale et perception, OMF, 1994 (avec J.-P. Mialaret)
- Musique et style. Méthodes et concepts, OMF, 1996
- Grieg et Paris : romantisme, symbolisme et modernisme musical franco-norvégien, Presse de l’Université de Caen, 1996 (avec H. Herresthal)
- Musiques d’Orphée, PUF, 1999 (avec P. Brunel)
- Pianistes virtuoses à Paris autour de Frédéric Chopin, Varsovie, 1999 (avec I. Poniatowska)
- Musiques et musiciens à Paris dans les années trente, Honoré Champion, 2000
- Musique et linguistique de spécialité, OMF, 2000
- Littérature et musique dans la France du XXe siècle, Presses Universitaires de Strasbourg, 2001 (avec J.-L. Backès et Cl. Coste)
- La musique et l’imaginaire, OMF, 2002
- Les pratiques de concert, OMF, 2003 (avec J.-P. Mialaret)
- Analyse et contextualisation, OMF, 2004 (avec M. Battier)
- Polytonalité/Polymodalité, Histoire et actualité, OMF, 2005 (avec M. Fischer)
- L'universel et l'utopique. Hommage à François-Bernard Mâche, OMF, 2006
- Héros et héroïnes de l'opéra symboliste, OMF, 2006
- Opéra italien et dramaturgie, OMF, 2007 (avec A. Guarnieri)
- Pianos et pianistes dans la France d’aujourd’hui, OMF, 2007
- Pianistes du XXe siècle : critique, pédagogie, interprétation, OMF, 2007
- Autour du clavecin moderne : hommage à Elisabeth Chojnacka, OMF, 2008
- Le commentaire auditif de spécialité, OMF, 2008
- Des Ballets russes aux Ballets suédois : quelques aspects de la vie musicale parisienne, 1909-1929, OMF, 2008
- Musicologies d’aujourd’hui , OMF, 2009.
- Corpus et typologies, OMF, 2009 (avec J. Pimentel)
- La musique au temps des arts, PUPS, 2010 (avec G. Denizeau)
- Recherches sur la presse musicale française, OMF, 2011
- La voix parlée et chantée, 1890-1903 : étude et indexation d’un périodique français, OMF, 2011
- Villa-Lobos, des sources de l’œuvre aux échos contemporains, Honoré Champion, 2012 (avec L. F. de Alencastro, A. Fléchet et J. Pimentel)
- Paroles et musiques, L’Harmattan, 2012 (avec C. Naugrette)
- Le piano dans la France du Second Empire, OMF, 2013
- Musique, analogie, symbole : l’exemple des musiques de l’eau, OMF, 2013
- Fascinantes étrangetés. La découverte de l’altérité musicale en Europe au XIXe siècle, L'Harmattan, 2014 (avec L. Charles-Dominique et                  Y. Defrance).
- Piano français des années 1870, OMF, 2014
- La musique à Paris en 1880, OMF, 2015
- Regards sur la presse musicale française, XIXe – XXIe siècles, OMF, 2015
- Le wagnérisme dans tous ses états, 1913-2013, Presses Sorbonne Nouvelle, 2016 (avec C. Leblanc)
- L'auteur dans son œuvre : entre présence et effacement, L'Harmattan, 2021 (avec V. Alexandre-Journeau)

### En tant que co-éditeur de textes
- Romain Rolland. Musiciens d'aujourd'hui, Classiques Garnier, 2021 (avec Cl. Coste)